# Forest Plot

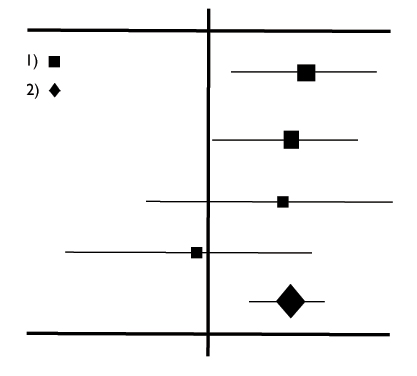
Forest plot zur grafischen Veranschaulichung der Ergebnisse einer Metaanalyse

Ein Forest Plot, auch Wald-Diagramm, Waldgrafik oder Blobbogramm, ist eine graphische Darstellung der Ergebnisse einer Metaanalyse von mehreren Studien. In der Regel ist das zahlenmäßige Ergebnis jeder Einzelstudie als Kästchen auf einer horizontalen Achse repräsentiert, zum Beispiel in medizinischen Studien die durch eine Behandlung erreichte Besserungsrate in Prozent. Die Größe des Kästchens kann die Trennschärfe (statistische Aussagekraft) der Studie anzeigen. Die Streubreite der Messwerte (Varianz, Konfidenzintervall) kann mit einer horizontalen Linie durch das Kästchen angedeutet werden. Es handelt sich also um einen modifizierten Box-Plot.
Forest Plots sind seit den 1970er-Jahren üblich. Sie erlauben dem Leser der Metaanalyse eine schnelle visuelle Orientierung über gemeinsame Trends der analysierten Studien.
Der Name Forest Plot („Waldzeichnung“) soll auf die Vielzahl paralleler Linien abzielen, die entfernt an eine Baumgruppe erinnert.